# Leucopholis reflexa
Leucopholis reflexa är en skalbaggsart som beskrevs av Moser 1924. Leucopholis reflexa ingår i släktet Leucopholis och familjen Melolonthidae. Inga underarter finns listade i Catalogue of Life.